# Deutsche Arthrose-Hilfe
Die Deutsche Arthrose-Hilfe ist ein gemeinnütziger Verein mit Sitz in Frankfurt am Main. Vereinszweck ist die Förderung der öffentlichen Gesundheitspflege, indem an Arthrose erkrankten Menschen in Deutschland geholfen wird. Der Verein wird nach eigener Aussage ausschließlich durch Spenden und Mitgliedsbeiträge finanziert.
Die Deutsche Arthrose-Hilfe wurde 1987 von Ärzten und Patienten gegründet. Der Mediziner Helmut Huberti war Gründungsmitglied und ist seitdem Präsident der Organisation.

## Tätigkeit
Der Verein informiert zum Thema Arthrose, berät und unterstützt Arthrosekranke und fördert die wissenschaftliche und klinische Arthroseforschung. Dabei arbeitet er mit über 500 Arthrose-Spezialisten weltweit zusammen.
Der ärztliche Dienst beantwortet medizinische Anfragen und informiert über Adressen praktizierender Arthrose-Spezialisten. In besonderen Notfällen hilft der Verein Arthrosekranken auch finanziell. Unterstützung aus dem Härtefonds kann etwa bei Umbauten von Wohnung oder Auto beantragt werden, die infolge fehlgeschlagener therapeutischer Eingriffe notwendig werden (in erster Linie bei operativer Knieversteifung nach irreparablen Komplikationen sowie bei Querschnittlähmung nach Wirbelsäulen-OP).
Die Organisation wird von Ärzten und Krankenversicherungen zu den wichtigen Adressen für Arthrosekranke in Deutschland gezählt. Nach eigenen Angaben wurden 2023 über 39.000 Anfragen beantwortet.

## Publikationen
Die Deutsche Arthrose-Hilfe gibt vierteljährlich das Ratgeberheft Arthrose-Info sowie jährlich einen Sammelband aller bisher erschienenen Hefte heraus. Nach eigenen Angaben möchte der Verein mit der Publikation Arthrosebetroffenen das wissenschaftlich gesicherte Wissen über Arthrose in allgemeinverständlicher Form zugänglich machen. Jedes Heft widmet sich einem Schwerpunktthema; enthalten sind Informationen über Diagnostik und Therapien sowie Möglichkeiten der Vorbeugung, Früherkennung und Selbsthilfe.

## Forschung
Der Verein vergibt jährlich Mittel zur Förderung von Projekten der Arthroseforschung. Im Jahr 2023 wurden dreizehn Einzelprojekte der grundlagenwissenschaftlichen und angewandten klinischen Forschung an überwiegend deutschen Universitätskliniken sowie sechs Kongresse und Fortbildungsveranstaltungen finanziell unterstützt. Zu den in den vergangenen Jahren geförderten Projekten gehörten beispielsweise das Endoprothesenregister Deutschland (EPRD) und das Knorpelregister der Deutschen Gesellschaft für Orthopädie und Unfallchirurgie. Auch die am Julius Wolff Institut für Biomechanik und Muskuloskeletale Regeneration der Berliner Charité betriebene Entwicklung von Endoprothesen mit integrierter Messelektronik, mit denen Belastungsdaten künstlicher Gelenke im Körper direkt aufgezeichnet werden können, wurde über viele Jahre durch die Deutsche Arthrose-Hilfe unterstützt. Weiterhin förderte der Verein eine von der Universitätsmedizin Greifswald durchgeführte mehrjährige multizentrische Studie zur optimalen Versorgung von Frakturen des 5. Mittelhandknochens mit sogenannten Kirschnerdrähten zur Vorbeugung einer Handgelenkarthrose.
Gemeinsam mit der Gesellschaft für Orthopädisch-Traumatologische Sportmedizin (GOTS) vergibt der Verein das Heinrich-Hess-USA-Stipendium. Das Reisestipendium ermöglicht jährlich zwei jungen Ärzten eine vierwöchige Hospitation bei führenden amerikanischen Wissenschaftlern auf dem Gebiet der Sportorthopädie.
Seit 2009 gibt es an der medizinischen Fakultät der Universität des Saarlandes in Homburg eine von der Deutschen Arthrose-Hilfe gestiftete Professur, den deutschlandweit ersten Lehrstuhl für Experimentelle Orthopädie und Arthroseforschung.